# Punch the Clock
Albums de Elvis Costello
Imperial Bedroom
(1982) Goodbye Cruel World
(1984)
Punch the Clock (1983) est le huitième album d'Elvis Costello, son septième avec The Attractions.

## Liste des Pistes

### Album d'origine
| No  | Titre                     | Auteur                 | Durée |
| --- | ------------------------- | ---------------------- | ----- |
| 1.  | Let Them All Talk         | Elvis Costello         | 3:06  |
| 2.  | Everyday I Write the Book | Costello               | 3:54  |
| 3.  | The Greatest Thing        | Costello               | 3:04  |
| 4.  | The Element Within Her    | Costello               | 2:52  |
| 5.  | Love Went Mad             | Costello               | 3:13  |
| 6.  | Shipbuilding              | Clive Langer, Costello | 4:53  |
| 7.  | T.K.O. (Boxing Day)       | Costello               | 3:28  |
| 8.  | Charm School              | Costello               | 3:55  |
| 9.  | The Invisible Man         | Costello               | 3:04  |
| 10. | Mouth Almighty            | Costello               | 3:04  |
| 11. | King of Thieves           | Costello               | 3:45  |
| 12. | Pills and Soap            | Costello               | 3:43  |
| 13. | The World and His Wife    | Costello               | 3:32  |

- Sur l'album d'origine, les six premières chansons constituaient la face A, les sept suivantes la face B.

### Pistes supplémentaires (réédition Rykodisc de 1995)
| No  | Titre                            | Auteur   | Durée |
| --- | -------------------------------- | -------- | ----- |
| 14. | Heathen Town                     |          | 3:10  |
| 15. | The Flirting Kind                |          | 3:00  |
| 16. | Walking On Thin Ice              | Yoko Ono | 3:52  |
| 17. | The Town Where Time Stood Still  |          | 3:52  |
| 18. | Shatterproof                     |          | 2:19  |
| 19. | The World and His Wife (Live)    |          | 3:13  |
| 20. | Everyday I Write the Book (Live) |          | 2:21  |

- Cette réédition place toutes les pistes, y compris les pistes bonus sur un seul CD.

### Pistes supplémentaires (réédition Rhino Records de 2003)
| No  | Titre                                                   | Auteur                                                                         | Durée |
| --- | ------------------------------------------------------- | ------------------------------------------------------------------------------ | ----- |
| 14. | Everyday I Write the Book (Alternate version)           |                                                                                | 2:22  |
| 15. | Baby Pictures                                           |                                                                                | 1:30  |
| 16. | Heathen Town                                            |                                                                                | 3:10  |
| 17. | The Flirting Kind                                       |                                                                                | 3:00  |
| 18. | Walking On Thin Ice                                     | Ono                                                                            | 3:52  |
| 19. | Big Sister's Clothes/Stand Down, Margaret (BBC Session) | Costello, Roger Chalery, Andy Cox, Everett Morton, David Steele, Dave Wakeling | 5:17  |
| 20. | Danger Zone (BBC Session)                               | Curtis Mayfield                                                                | 2:18  |
| 21. | Seconds of Pleasure                                     |                                                                                | 3:44  |
| 22. | The Town Where Time Stood Still                         |                                                                                | 3:33  |
| 23. | The World and His Wife (Solo version)                   |                                                                                | 2:44  |
| 24. | Shatterproof                                            |                                                                                | 2:15  |
| 25. | Heathen Town (Demo)                                     |                                                                                | 2:17  |
| 26. | The Flirting Kind (Demo)                                |                                                                                | 2:52  |
| 27. | Let Them All Talk (Demo)                                |                                                                                | 2:14  |
| 28. | King of Thieves (Demo)                                  |                                                                                | 3:20  |
| 29. | The Invisible Man (Demo)                                |                                                                                | 2:24  |
| 30. | The Element Within Her (Demo)                           |                                                                                | 2:13  |
| 31. | Love Went Mad (Demo)                                    |                                                                                | 3:01  |
| 32. | The Greatest Thing (Demo)                               |                                                                                | 2:25  |
| 33. | Mouth Almighty (Demo)                                   |                                                                                | 3:03  |
| 34. | Charm School (Demo)                                     |                                                                                | 2:17  |
| 35. | Possession (Live)                                       |                                                                                | 2:29  |
| 36. | Secondary Modern (Live)                                 |                                                                                | 3:02  |
| 37. | The Bells (Live)                                        | Johnny Bristol, Marvin Gaye, Anna Gordy, Elgie Stover                          | 4:14  |
| 38. | Watch Your Step (Live)                                  |                                                                                | 3:22  |
| 39. | Backstabbers/King Horse (Live)                          | Leon Huff, Gene McFadden, John Whitehead, Costello                             | 4:47  |

- Cette réédition place l'album original et l'intégralité des pistes bonus sur deux disques séparés.

## Personnel
- Elvis Costello - Chant; Guitare; Orgue électronique; tous les sons et les voix sur "Pills and Soap"
- Steve Nieve - Piano; Orgue électronique
- Bruce Thomas - Guitare basse
- Pete Thomas - Batterie

### The TKO Horns
- Jim Paterson - Trombone
- Jeff Blythe - Saxophone; Clarinette
- Paul Speare - Saxophone; Flûte
- Dave Plews - Trompette

### Personnel supplémentaire
- Stewart Robson - Trompette et Bugle sur "The World and His Wife"
- Afrodiziak (Caron Wheeler et Claudia Fontaine) - Chant d'accompagnement
- Chet Baker - Solo de trompette sur "Shipbuilding"
- David Bedford - arrangement cordes
- Morris Pert - Percussions